# Afroclanis calcareus
Afroclanis calcareus es una polilla de la  familia Sphingidae. Vuela en bosques de Brachystegia, Sudáfrica del norte, de Zimbabue y Mozambique a Malawi, Zambia, la República Democrática del Congo y Tanzania.
La longitud de sus alas delanteras es de 29 a 32 mm para machos y de 34 a 36 mm para hembras y su envergadura alar es de 68 a 76 mm. 
El color de sus alas delanteras va de marrón rojizo a púrpura pardusco, con una gran mancha oscura en la costa antes del ápice y un estigma oscuro pequeño, las alas posteriores son de color rojo ladrillo, normalmente más oscuro en el margen.